# Villa Hidalgo (Nayarit)
Villa Hidalgo, también conocida como El Nuevo Villidalgo, es una localidad situada en el estado mexicano de Nayarit. De acuerdo con el censo de población del año 2020 hay alrededor de 9478 habitantes.
En junio de 2005, se realizó un plebiscito para decidir si se constituía en municipio, el resultado de la votación fue a favor del nuevo municipio a pesar de que se utilizó un padrón electoral no depurado y el Congreso del Estado de Nayarit, dictaminó no crear el nuevo municipio, aunque en 2019 inició nuevamente un movimiento a favor de la creación del mismo, con el argumento principal de que la población es demasiado grande y no recibe los apoyos necesarios por parte de los gobiernos regentes.[cita requerida]
Su localización geográfica es: 21°44'36" N y 105°13'51" W; su altitud es de 30 m s. n. m.. Está próximo al Río Santiago. Está ubicada a 10 km de la cabecera municipal de Santiago Ixcuintla.
Se cultiva tabaco y caña de azúcar principalmente, pero también se cosecha frijol, frijol negro jamapa, chile, melón, sorgo, arroz, plátano, maíz y sandía.
Es un centro comercial importante para la compra-venta de productos agrícolas y ganaderos, para la adquisición de maquinaria y accesorios agrícolas, así como de suministros como fertilizantes, abonos, herbicidas e insecticidas.

## Demografía
De acuerdo con el censo de población del año 2020 del Instituto Nacional de Estadística y Geografía (INEGI) Villa Hidalgo tiene un total de 9 478 habitantes, 4 717 hombres y 4 761 mujeres.